# Jeffrey Hazel
Jeffrey Hazel – trener piłkarski z Saint Kitts i Nevis.

## Kariera trenerska
Od 2012 prowadzi narodową reprezentację Saint Kitts i Nevis.